# 속새
속새는 속새과에 딸린 상록성 양치식물이다. 한국·일본·중국·시베리아·유럽·북아메리카 등지의 북반구 습지대에 널리 분포한다.

## 생태
산속 계곡의 물가에서 많이 볼 수 있고 습지에서 자란다. 줄기 속이 비고, 줄기에 마디와 홈이 있다. 높이 약 1m이며 줄기는 원통형이고 분지하지 않으며 진한 녹색이다. 포자낭 이삭이 줄기 끝에 달린다.

## 쓰임새
줄기에는 다량의 이산화규소가 함유되어 있어 단단하며 목재나 금속 연마에 이용된다. 중국에서는 옛날부터 약용되어 왔으며, 이뇨 작용이 현저하여 신장성 질환에 이용되고 장출혈·이질·탈항 등으로 출혈이 될 때에도 쓰인다. 눈에 백태가 끼는 것을 치료하기도 하며, 간 기능을 활성화시키는 데도 효과가 있다고 한다. 원예용으로 정원에 심는 경우도 많다.

## 사진

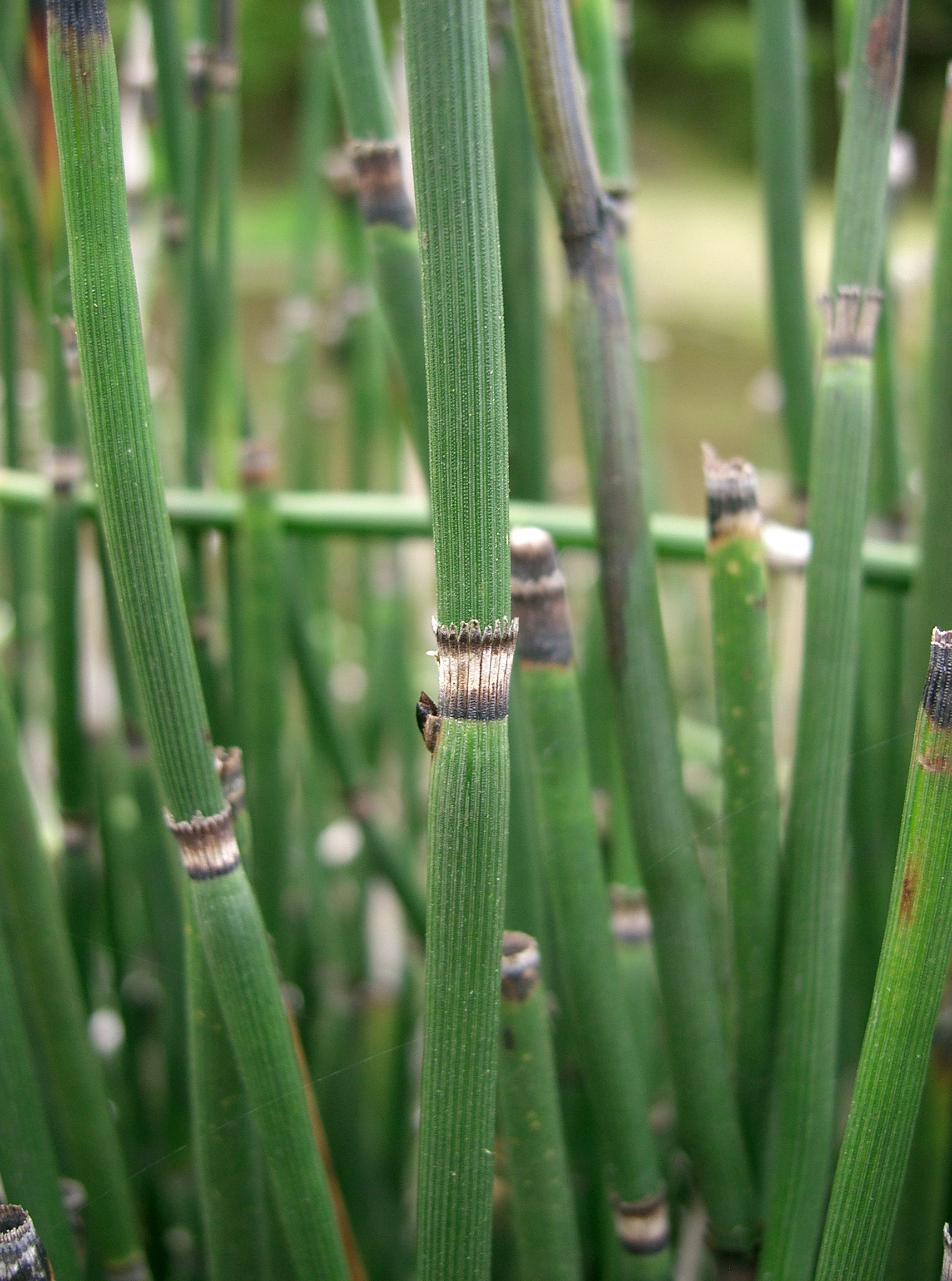
줄기
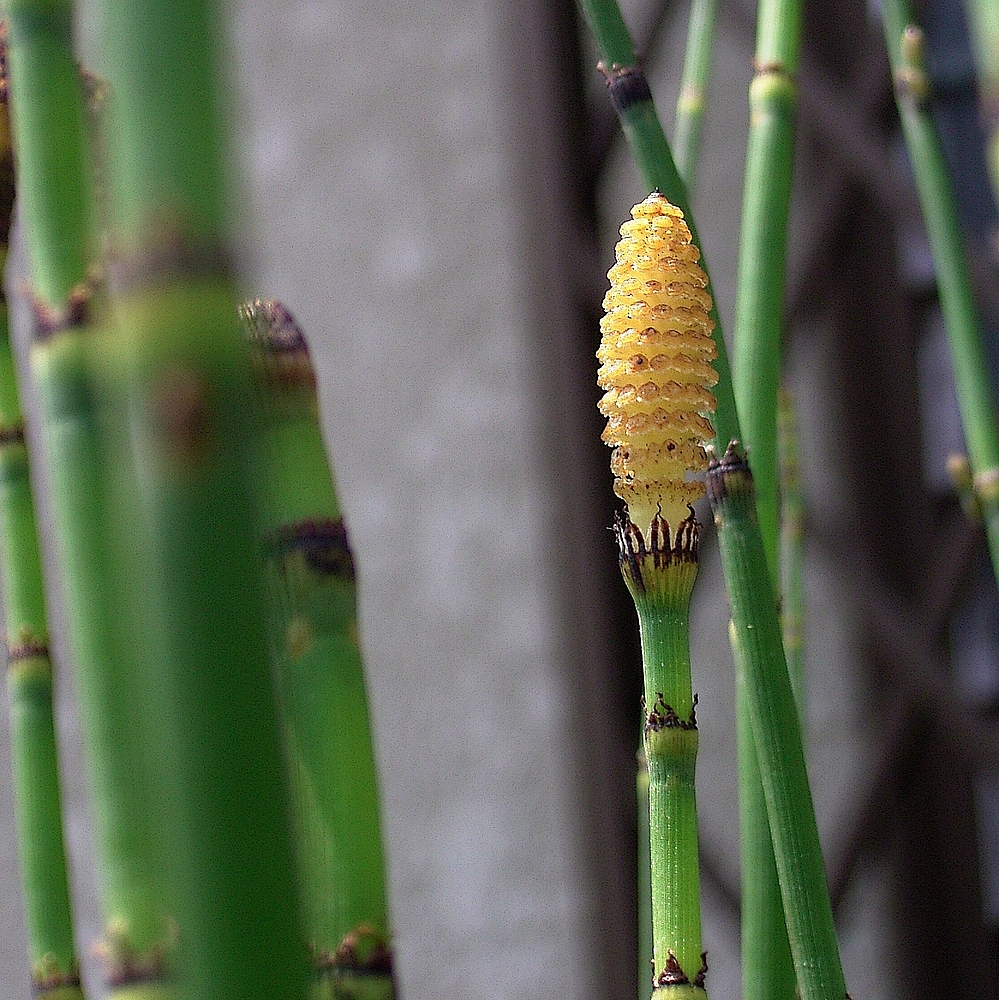
생식 줄기
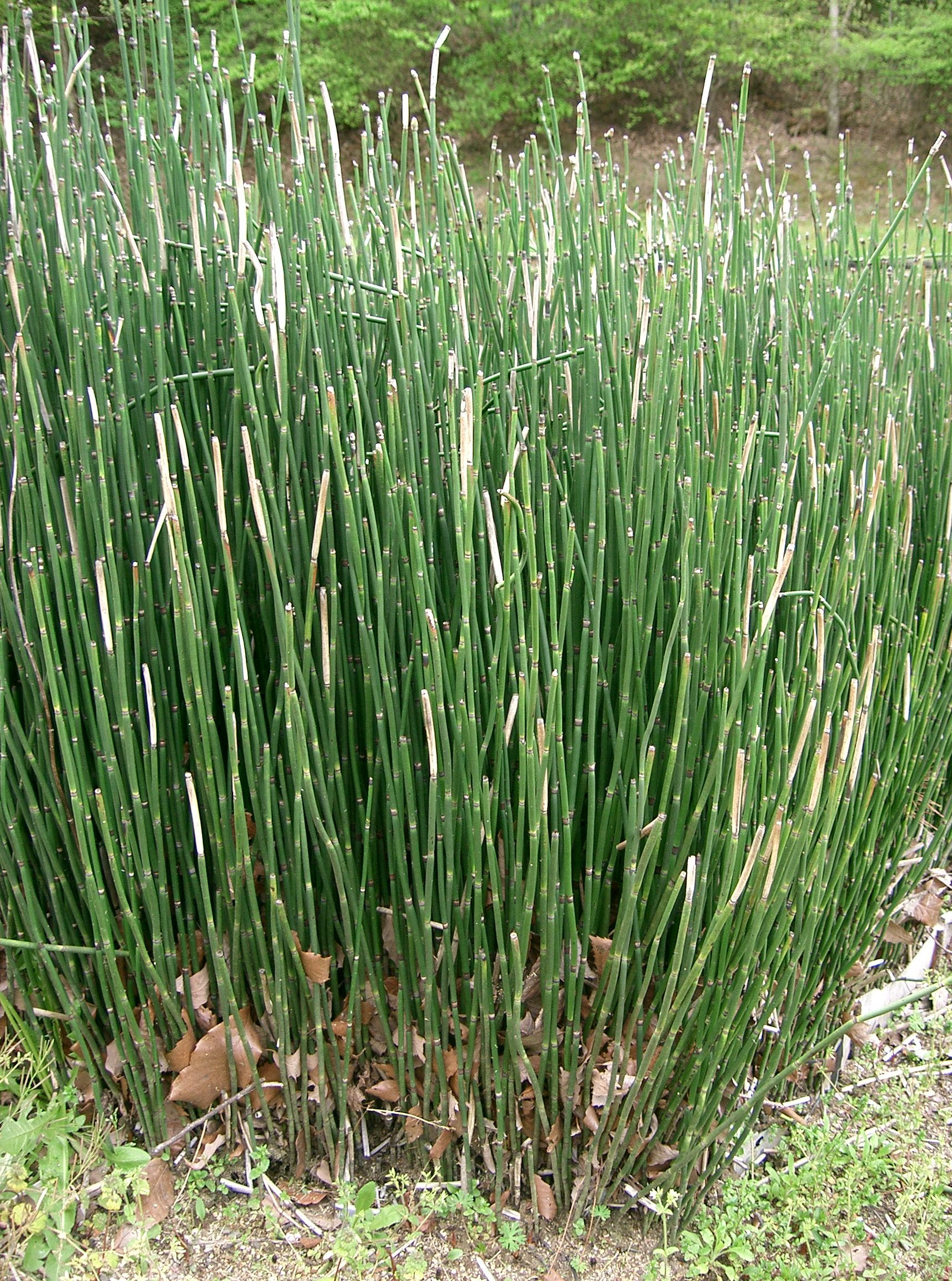

## 참고 문헌
- 이 문서에는 다음커뮤니케이션(현 카카오)에서 GFDL 또는 CC-SA 라이선스로 배포한 글로벌 세계대백과사전의 내용을 기초로 작성된 글이 포함되어 있습니다.